# Простор-време
Простор-време у физици представља било који математички модел који спаја три димензије простора и једну времена у један четвородимензионални континуум. Дијаграми простор-времена могу се користити за визуализацију релативистичких ефеката.
До 20. века људи су замишљали простор и време као одвојене појаве. Постојала је претпоставка да је тродимензионални просторни свемир независан од једнодимензионалног времена, а уобичајено графичко представљање тродимензионалног простора раширено је од времена Ренеа Декарта (1596–1650). Преокрет се догодио почетком 20. века. Можда је данашњу мисао о четири нераздвојиве димензије и простор-времену уобличио (око 1907) Херман Минковски. Замисао недељивог четвородимензионалног простор-времена раширена је од Ајнштајнове замисли простор-времена у општој теорији релативитета. Алберт Ајнштајн је засновао свој првобитни рад о специјалној релативности 1905. године на два постулата:
1. закони физике су инваријантни (идентични) у свим инерцијалним системима (тј. неубрзавајућим у односу на референтно тело);
2. брзина светлости у вакууму иста је за све посматраче, без обзира на кретање извора светлости.

Логична последица спајања ових постулата је нераздвојно повезивање четири димензије простора и времена, које су до тада сматране независним. Појављују се многе контраинтуитивне последице: поред независности од кретања извора светлости, брзина светлости има исту брзину без обзира на референтни оквир у коме се мери; растојања се мењају када се мере у различитим инерцијалним референтним оквирима и линеарна адитивност брзина више не важи.
Ајнштајнова теорија представљала је напредак у односу на Лоренцову теорију о електромагнетним феноменима из 1904. године и Поенкареову теорију електродинамике. Иако су те теорије укључивале једначине идентичне онима које је Ајнштајн увео (тј. Лоренцову трансформацију), оне су у суштини ad hoc модели предложени за објашњавање резултата различитих експеримената - укључујући познати Мајкелсон-Морлијев експеримент - који су били изузетно тешки за уклапање у постојеће парадигме.
Године 1908. Херман Минковски, некадашњи професор математике младог Ајнштајна у Цириху - представио је геометријску интерпретацију специјалне релативности која је спојила време и три просторне димензије простора у јединствени четвородимензионални континуум, сада познат као простор Минковског. Кључна карактеристика овог тумачења је формална дефиниција интервала простор-време. Иако се мере раздаљине и времена између догађаја разликују од мера направљених у различитим референтним оквирима, интервал простор-време је независан од инерцијалног референтног оквира у којем су мерења направљена.
Геометријска интерпретација релативности Минковског била је битна за Ајнштајнов развој његове генералне теорије релативности 1915. године, где је показао како маса и енергија закривљују равно простор-време.

## Увод

### Дефиниције
Нерелативистичка класична механика третира време као универзалну количину мерења која је униформна у свемиру и одвојена од свемира. Класична механика претпоставља да време има константну брзину проласка, независно од стања кретања посматрача, или било чега спољашњег. Даље, претпоставља да је простор еуклидски; претпоставља да простор следи геометрију здравог разума.
У контексту специјалне релативности, време се не може одвојити од три димензије простора, јер посматрана брзина којом време пролази за објекат зависи од брзине објекта у односу на посматрача. Општа релативност такође пружа објашњење како гравитациона поља могу успорити проток времена за објекат како га посматрач види изван поља.
У обичном свемиру положај се одређује са три броја, позната као димензије. У картезијанском координатном систему они се називају x, y и z. Положај у простор-времену назива се догађајем и захтева навођење четири броја: тродимензионалне локације у простору, плус позиције у времену (слика 1). Догађај је представљен скупом координата x, y, z и t. Просторно време је стога четвородимензионално. Математички догађаји имају нулто трајање и представљају једну тачку у простор-времену.
Пут честице кроз простор-време може се сматрати низом догађаја. Низ догађаја може се повезати у једну линију која представља напредак честице кроз простор-време. Та линија се назива светска линија честице.‍:105
Математички, свемирско време је многоструко, другим речима, изгледа локално „равно“ у близини сваке тачке на исти начин на који, у довољно малим размерама, глобус изгледа равно. Изузетно велики фактор скале, {\displaystyle c} (конвенционално назван брзина светлости) повезује раздаљине измерене у простору са растојањима измереним у времену. Величина овог фактора скале (готово 300.000 км или 190.000 миља у простору што је еквивалентно једној секунди у времену), заједно са чињеницом да је свемирско време вишеструкост, подразумева да при обичним, нерелативистичким брзинама и при обичним, људским размерама удаљености, мало тога би људи могли да посматрају, што се приметно разликује од онога што би могли да примете да је свет Еуклидски. Тек појавом осетљивих научних мерења средином 1800-их, попут Физовог експеримента и Мајкелсон—Морлијевог експеримента, почела су да се примећују загонетна одступања између посматрања и предвиђања заснована на имплицитној претпоставци еуклидског простора.
У специјалној релативности, посматрач ће, у већини случајева, означавати референтни оквир из којег се мери скуп објеката или догађаја. Ова употреба се значајно разликује од уобичајеног значења израза. Референтни оквири су у основи нелокалне конструкције, и према овој употреби израза, нема смисла говорити о посматрачу као о локацији. На слици 1-1, може се замислити да је разматрани оквир опремљен густом решетком сатова, синхронизованом унутар овог референтног оквира, која се неограничено протеже кроз три димензије простора. Било које одређено место унутар решетке није важно. Мрежа сатова се користе за одређивање времена и положаја догађаја који се одвијају у целом оквиру. Израз посматрач односи се на читав низ сатова повезаних са једним инерцијалним референтним оквиром.‍:17–22 У овом идеализованом случају свака тачка у простору има сат повезан са собом, па сатови тренутно региструју сваки догађај, без временског кашњења између догађаја и његовог снимања. Прави посматрач ће, међутим, увидети кашњење између емисије сигнала и његове детекције због брзине светлости. Да би се синхронизовали сатови, при редукцији података након експеримента, време пријема сигнала се коригује тако да одражава његово стварно време које је забележено идеализованом решетком сатова.
У многим књигама о специјалној релативности, посебно старијим, реч „посматрач“ користи се у уобичајенијем смислу те речи. Из контекста је обично јасно које је значење усвојено.
Физичари разликују оно што неко мери или посматра (након што се узме у обзир кашњења ширења сигнала) у односу на оно што се визуелно види без таквих корекција. Неразумевање разлике између онога што неко мери/посматра у односу на оно што види извор је многих грешака међу почетничким ученицима релативности.

### Историја
Средином 1800-их, различити експерименти, као што су посматрање Арагове тачке и диференцијална мерења брзине светлости у ваздуху наспрам воде, доказали су таласну природу светлости за разлику од корпускуларне теорије. Тада се претпостављало да ширење таласа захтева постојање таласастог медија; у случају светлосних таласа, ово се сматрало хипотетичким светлосним етером. Међутим, различити покушаји успостављања својстава овог хипотетичког медија дали су контрадикторне резултате. На пример, Физов експеримент из 1851. године показао је да је брзина светлости у текућој води мања од збира брзине светлости у ваздуху плус брзине воде за износ који зависи од индекса рефракције воде. Између осталих питања, зависност парцијалног повлачења етра које се подразумева овим експериментом од индекса преламања (који зависи од таласне дужине) довела је до неукусног закључка да етер симултано тече различитим брзинама за различите боје светлости. Чувени Мајкелсон-Морлијев експеримент из 1887. године (слика 1-2) није показао никакав диференцијални утицај кретања Земље кроз хипотетички етер на брзину светлости, а највероватније објашњење, потпуног повлачења етра, било је у сукобу са посматрањем звездане аберације.